# Himouto! Umaru-chan
Himouto! Umaru-chan (яп. 干物妹!うまるちゃん, Лінива сестра! Умару-чян, Гепберн: Himōto! Umaru-chan) — манґа, написана та ілюстрована Sankakuhead. Після двох ван-шот розділів, опублікованих у сейнен-журналі Shueisha Miracle Jump у 2012, манґа випускалась у Weekly Young Jump з березня 2013 по листопад 2017, усього було випущено 12 томів танкобон. Манґа-сиквел, з назвою Himouto! Umaru-chan G, випускалась у тому ж журналі з листопада 2017 по квітень 2018; розділи цієї манґи було випущено одним томом. Аніме-адаптація вийшла у 2015. З жовтня по грудень 2017 виходив другий сезон аніме-адаптації, Himouto! Umaru-chan R.

## Сюжет
Умару Дома — старшокласниця, що живе із своїм старшим братом, Тайхеєм. У школі, Умару веде себе, як зразкова учениця, має бездоганну зовнішність, чудові оцінки, та в усьому талановита. Проте вдома, вона перетворюється на повну неробу, лише грає у відеоігри, п'є газовані напої та їсть чипси, чим дуже дратує свого брата. Умару використовує свою альтернативну особистість, аби знаходити нових друзів, а вдома, у своїй ледащій формі, вона влаштовує істерики через те, що Тайхей не купує їй те, про що вона просить.

## Персонаж
Умару Дома (яп. 土間 埋)
Сейю: Танака Аймі (оригінал), Емілі Невес (англійський дубляж)
Красива старшокласниця із чудовими оцінками, талановита в усьому. Втім, вдома вона живе іншим життямр. 2, вдягає гуді у вигляді хом'якар. 4 та стає справжньою отаку. У цьому домашньому образі, її зображають у вигляді чібір. 1. Коли Кіріе помітила її у такому вигляді, вона збрехала, що є сестрою Умару, та дала своєму альтер-его ім'я — Комару.р. 19 Живе разом із братом, Тайхеєм. Коли ходить до ігрової зали, носить кепку; у залі вона відомий геймер під псевдонімом UMRр. 12. Також там вона носить маску, аби приховувати свою особистість від Сильфінфордр. 51, 56.
Тайхей Дома (яп. 土間 大平)
Сейю: Ноджіма Кенджі (оригінал), Адам Нобл (англійський дубляж)
Старший брат Умару, що працює в офісі.р. 14, 41 додаток Живе в однокімнатній квартирі з окремою кухнею (1DK).р. 77Еп. 2 У цю квартиру він із сестрою переїхали за рік до початку подій.р. 1 За характером добрий, методичний. Сварить Умару за те, що та лінива.
Ебіна Нана (яп. 海老名 菜々)
Сейю: Каґеяма Акарі (оригінал), Сара Орнелас (англійський дубляж)
Однокласниця Умару, що живе поряд із Умару та Тайхеєм. Має великі груди. Дуже сором'язлива.р. 2, 8 Походить з префектури Акіта, коли нервує, говорить рідним діалектом. Через свої груди, часто страждає від невпевненості у собі, бо на неї всі дивляться. Першим їй саме в очі подивився Тайхей, у якого вона згодом закохуєтьсяр. 13, та потім щоразу соромиться, коли він робить їй компліменти.р. 32 Брат Нани працює в ресторані у Токіо. Тайхей підозрює, що зустрічався з ним під час відрядження по роботі.р. 98 Їй присвячена спіноф-манґа того ж автора "Akita Imokko! Ebina-chan" (яп. 秋田妹！えびなちゃん, Акітська сестра! Ебіна-чян), що вийшла після того, як Ебіна зайняла перше місце у опитуванні Niconico Seiga серед персонажів.
Тачібана Сильфінфорд (яп. 橘・シルフィンフォード, Тачібана Шіруфінфо: до)
Сейю: Фурукава Юріна (оригінал), Крістіна Келлі (англійський дубляж)
Одна з однокласниць Умару. Любить змагатись, вважає Умару супротивницею у навчанні та спорті.р. 2, 16 Подружилась із альтер-его Умару, сподіваючись здолати її у школі,р. 56, 65 Потім починає дружити з іншими її друзями.р. 82-84 Наполовину японка, наполовину німкеня.р. 77
Мотоба Кіріе (яп. 本場 切絵)
Сейю: Шіраїші Харука (оригінал), Джед Сакстон (англійський дубляж)
Однокласниця малої статури із дуже лячним поглядом.р. 18 Сором'язлива, дуже захоплюється Умару. Стає подругою Комару, думаючи, що це сестра Умару. Вважає себе її слугою, та зве її Господинею.р. 18-20 Вважає Ебіну суперницею та іншим претендентом на увагу Умару.р. 25 Член гуртка з плавання,Еп. 1, 3 в цілому вправна у спорті, наприклад, добре грає в теніс.Еп. 4 Бажає стати автором книжок-картинок.р. 93
Мотоба Такеші (яп. 本場 猛)
Сейю: Ясумото Хірокі (оригінал), Джейсон Дуглас (англійський дубляж)
Брат Кіріе із зачіскою афро.р. 34 Має прізвисько «Бомбер» (яп. ぼんば, кириліз.: Бомба).р. 14 Любить байдикувати на роботі.р. 11 додаток, 22, 41 додаток Став другом Тайхея ще в старшій школі, та на відміну від нього не був таким працьовитим.р. 57 Він заздрить Тайхею, коли того оточують дівчата. Вважає Комару гарною. Намагається спілкуватись з Кіріе, але він її дратує.р. 34 Коли зустрічає Умару в її пристойній формі та Ебіну, дуже нервується і соромиться. Вважає Комару та Умару двома різними людьми. Під час подорожі на море не впізнав власну сестру.р. 66-67
Тачібана Алекс (яп. 橘・アレックス, Тачібана Ареккусу)
Сейю: Какіхара Тецуя (оригінал), Скотт Ґіббс (англійський дубляж)
Брат Сильфінфорд. Працює в одному підрозділі з Тайхеєм.р. 14 Має німецьке коріння, його родичі живуть в Європі.р. 15 Любить грати у відеоігри.р. 51, 52 Знає про подвійне життя Умару.р. 71 Пізніше розповідається про те, що він не виходив з дому, коли був у середній школі. Згодом переїхав до Японії, працювати із Канау.р. 111
Менеджер Канау (яп. 叶課長, Канау качьо:)
Сейю: Кошімідзу Амі (оригінал), Меджі Флекно (англійський дубляж)
Конґо Канау (яп. 金剛 叶) — керівник Тайхея, Бомбера й Алекса. Зустріла Тайхея і Бомбера у старшій школі десять років тому.р. 11 додаток, 96 Захоплюється Тайхеєм,Еп. 5 а Бомбер її дратує. Канау — одиначка, живе наодинці.р. 41 додаток Умару її недолюблює. Тайхей пояснює, що вона донька гендиректора, на рік молодше за нього самого, а також те, що вона вчилась у іншій школі.р. 96 Має молодшу сестру, Хікарі.р. 125
Конґо Хікарі (яп. 金剛 ヒカリ)
Сейю: Мінасе Інорі (оригінал), Кіра Вінсент-Девіс (англійський дубляж)
Найкраща учениця з Програми обдарованої молоді, носить шпильку, є сестрою Канау.р. 125 Є натяк на те, що вона колись спілкувалась з Тайхеєм.р. 107-108 Зве Тайхея «старшим братом».р. 125
Ебіна Коічіро (яп. 海老名 公一郎)
Сейю: Окамото Нобухіко (оригінал), Брайсон Богус (англійський дубляж)
Старший брат Ебіни Нани, кухар у ресторані. Пішов з дому, коли їй було сім років.р. 98

## Медіа

### Манґа
Два ван-шот розділи Himouto! Umaru-chan, написані та ілюстровані Sankakuhead були вперше видані у сейнен-журналі Shueisha, Miracle Jump 16 серпня та 16 жовтня 2012. Потім ця манґа стала видаватись у Weekly Young Jump з 14 березня 2013 по 9 листопада 2017. Shueisha зібрала ці розділи усього у 12 томів танкобон, випущених з 19 вересня 2013 по 19 грудня 2017. Після завершення манґи було оголошено про сиквел із назвою Himōto! Umaru-chan G, що виходив у Weekly Young Jump з 30 листопада 2017 по 19 квітня 2018. Сиквел було випущено єдиним томом танкобон 19 липня 2018.
У Північній Америці вихід манґи англійською ліцензовано Seven Seas Entertainment.
Спіноф, з назвою Himouto! Umaru-chan S, випускався у Niconico Seiga та Tonari no Young Jump з 20 березня 2014 по 27 липня 2015. Shueisha випустила цю манґу єдиним томом танкобон 19 серпня 2015. Ще один спіноф, із назвою Akita Imokko! Ebina-chan (яп. 秋田妹！えびなちゃん, Акітська сестра! Ебіна-чян), зосереджений на Ебіні Нані, був виданий після того, як та зайняла перше місце за популярністю серед персонажів у опитуванні Niconico Seiga. Цей спіноф видавався у Tonari no Young Jump, «Yanjan!», Niconico Seiga, та інших платформах з 7 грудня 2015 по 19 вересня 2017. Два томи танкобон вийшли 18 листопада 2016 та 19 грудня 2017 відповідно.

#### Список томів
| №  | Японська          | Японська               | Англійська      | Англійська             |
| №  | Дата виходу       | ISBN                   | Дата виходу     | ISBN                   |
| -- | ----------------- | ---------------------- | --------------- | ---------------------- |
| 1  | 19 вересня 2013   | ISBN 978-4-08-879706-9 | 22 травня 2018  | ISBN 978-1-626928-81-7 |
| 2  | 19 грудня 2013    | ISBN 978-4-08-879722-9 | 17 липня 2018   | ISBN 978-1-626928-84-8 |
| 3  | 19 червня 2014    | ISBN 978-4-08-879861-5 | 9 жовтня 2018   | ISBN 978-1-626929-32-6 |
| 4  | 19 грудня 2014    | ISBN 978-4-08-890083-4 | 8 січня 2019    | ISBN 978-1-626929-80-7 |
| 5  | 19 березня 2015   | ISBN 978-4-08-890175-6 | 16 квітня 2019  | ISBN 978-1-642750-28-7 |
| 6  | 19 червня 2015    | ISBN 978-4-08-890207-4 | 9 липня 2019    | ISBN 978-1-642751-07-9 |
| 7  | 19 жовтня 2015    | ISBN 978-4-08-890268-5 | 15 жовтня 2019  | ISBN 978-1-642757-18-7 |
| 8  | 18 березня 2016   | ISBN 978-4-08-890370-5 | 14 січня 2020   | ISBN 978-1-64505-186-2 |
| 9  | 18 листопада 2016 | ISBN 978-4-08-890479-5 | 14 квітня 2020  | ISBN 978-1-64505-235-7 |
| 10 | 19 квітня 2017    | ISBN 978-4-08-890630-0 | 21 липня 2020   | ISBN 978-1-64505-499-3 |
| 11 | 19 вересня 2017   | ISBN 978-4-08-890740-6 | 20 жовтня 2020  | ISBN 978-1-64505-757-4 |
| 12 | 19 грудня 2017    | ISBN 978-4-08-890821-2 | 5 січня 2021    | ISBN 978-1-64505-830-4 |
| G1 | 19 липня 2018     | ISBN 978-4-08-891043-7 | 30 березня 2021 | ISBN 978-1-64827-099-4 |

### Аніме
Над аніме-адаптацією працювала студія Doga Kobo. Режисером був Ота Масахіко, сценаристом Аошіма Такаші, відповідальною за дизайн персонажів Такано Ая, звукорежисером — Ебіна Ясунорі. Вона транслювалась Asahi Broadcasting Corporation у Японії з 9 липня по 24 вересня 2015. Вступна тема: «Kakushin-teki Metamarufōze!» (яп. かくしん的☆めたまるふぉ〜ぜっ！), її виконала Танака Аймі, завершальна: «Hidamari Days» (яп. ひだまりデイズ) її виконали Танака Аймі, Акарі Каґеяма, Шіраїші Харука, Юріна Фурукава. Перша OVA йшла в комплекті з сьомим томом манґи 19 жовтня 2015, друга ― з десятим 19 квітня 2017. У 20 випуску журнала Weekly Young Jump 2017 року, був анонсований другий сезон аніме із назвою Himouto! Umaru-chan R, із тими ж акторами озвучки. Вступна тема: «Nimensei Ura Omote Life!» (にめんせい☆ウラオモテライフ！), виконана Танакою Аймі. Завершальна: «Umarun Taisou» (うまるん体操) виконана групою «Сестри» (妹S), що складається з сейю чотирьох основних героїнь.
Адаптація одночасно транслювалась по світу через Crunchyroll. У Північній Америці власником ліцензії є Sentai Filmworks. Другий сезон одночасно транслювався через Anime Strike у Сполучених Штатах, через AnimeLab у Австралії та Новій Зеландії, та через Hidive у решті світу. Sentai Filmworks оголосили 27 вересня 2017, що отримали ліцензію на Himouto! Umaru-chan R. Після придбання Crunchyroll компанією Sony Pictures Television, Himouto! Umaru-chan, разом із кількома іншими проєктами Sentai Filmworks, були прибрані з сервісу Crunchyroll 31 березня 2022. У Сполученому Королівстві, MVM Films отримав ліцензію на Himouto! Umaru-chan R. У Філіппінах, трансляція велась тагальською мовою по платних каналах Hero та Yey!.

### Відеогра
На PlayStation Vita випускалась гра-симулятор виховання сестри, розроблена FuRyu, із назвою Himōto! Umaru-chan: Himōto! Ikusei Keikaku (яп. 干物妹！うまるちゃん ～干物妹！育成計画～, досл. "Лінива сестра! Умару-чян: Лінива сестра! План тренування"), 3 грудня 2015 року.

## Популярність
Станом на листопад 2015 тираж був понад 2,2 мільйони копій. Станом на березень 2017 року було випущено понад 2,7 мільйони примірників.
Ця манґа зайняла 16 місце у першій церемонії Next Manga Award у категорії друкованої манґи.

## Позначення
- ↑  «р.» — скорочено від «розділ», посилання на розділ манґи Himouto! Umaru-chan, випущеної Sankakuhead.
- ↑  «Еп.» — скорочено від «епізод», посилання на номер епізоду аніме-серіалу Himouto! Umaru-chan.